# Nguyễn Văn Tính (Cần Thơ)
Nguyễn Văn Tính (sinh ngày 15 tháng 3 năm 1961, quê quán ở phường An Hòa, quận Ninh Kiều, TP Cần Thơ) là Đại tá Quân đội nhân dân Việt Nam, đại biểu Quốc hội Việt Nam khóa 13, thuộc đoàn đại biểu Hậu Giang, Chính ủy Bộ chỉ huy quân sự tỉnh Hậu Giang.

## Tiểu sử
Ông là người dân tộc Kinh, không theo tôn giáo nào.
Ông có trình độ Cao cấp lý luận chính trị và cử nhân đại học Quân sự.
Ông gia nhập Đảng Cộng sản Việt Nam vào ngày 23/9/1982.
Ông là Tỉnh ủy viên; Chính ủy Bộ chỉ huy quân sự tỉnh Hậu Giang.
Tháng 6 năm 2017, ông là Đại tá Quân đội nhân dân Việt Nam, Chính ủy Bộ chỉ huy quân sự tỉnh Hậu Giang.